# Франческо II Гонзага
Франческо II Гонзага (італ. Francesco Maria Gonzaga; 10 серпня 1466, Мантуя — 29 березня 1519, Мантуя) — кондотьєр і військовик під час перших трьох Італійських війн, головнокомандувач армії Венеційської ліги в Битві біля Форново, правитель Мантуанського маркізату з 1484 року до своєї смерті.

## Біографія

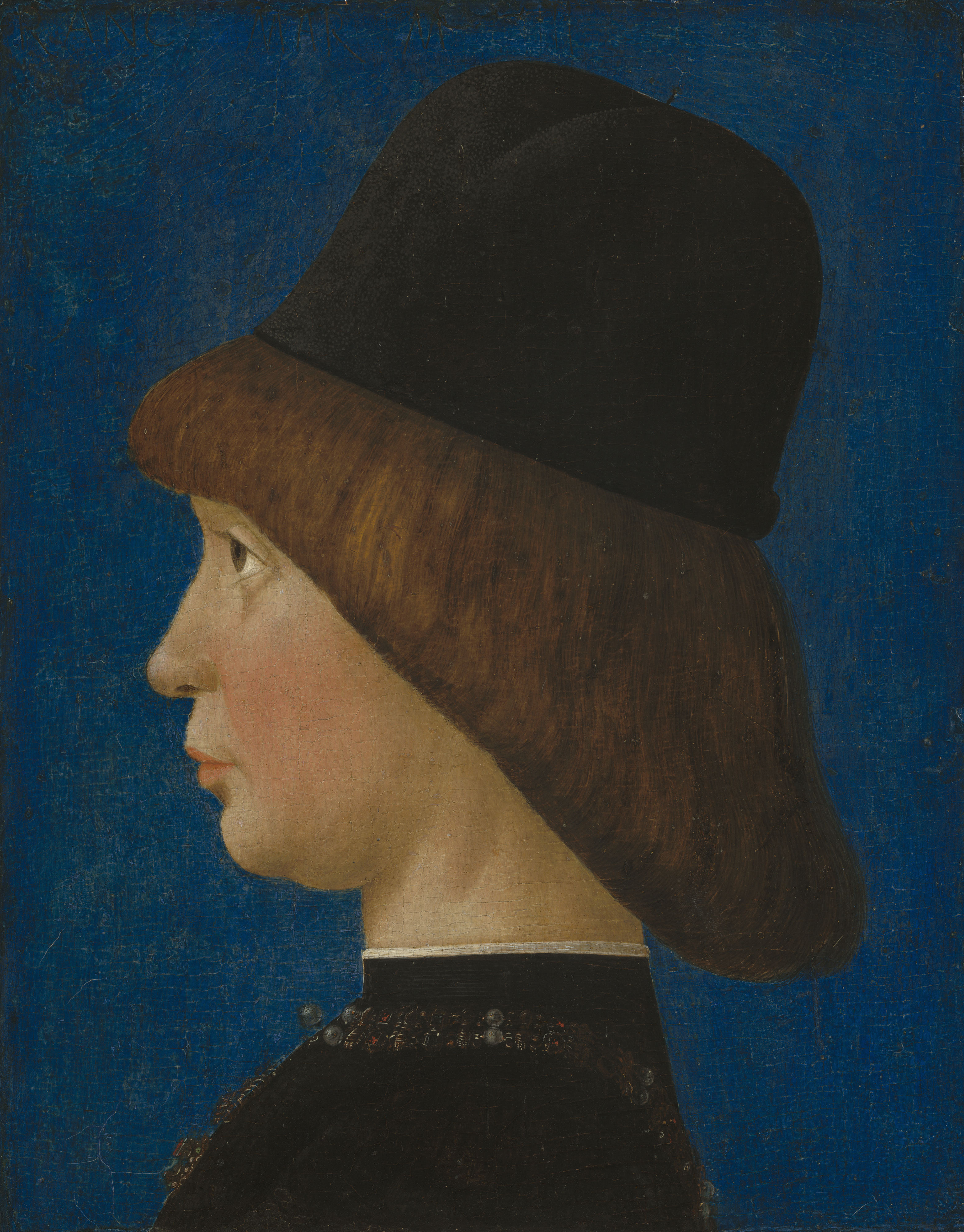
Франческо у дитинстві – картина Бальдассаре д'Есте

Франческо народився в Мантуї в сім'ї маркіза Федеріко I Гонзаги в 1466 році. Після смерті свого батька в 1484 році, Франческо став володарем Мантуї і за його правління династія Гонзага пережила один із найяскравіших періодів своєї довгої історії.
12 лютого 1490 року він одружився з Ізабеллою д'Есте, донькою Ерколе I д'Есте, герцога Феррарського, відновивши традиційний союз між родинами Гонзага та Есте.
Відповідно до сімейноїх традиції, Франческо відзначився своєю активною військовою діяльністю, яку він надавав за отримання переваг як в економічному плані, так і в плані безпеки його маркізата. Традиційні для середини XV століття сутички між Міланом і Венецією в цей період змінилися набагато масштабнішими конфліктами, які втягнули в гру великі держави, такі як Франція, Іспанія та папство. У цьому контексті важливі італійські держави, такі як Мілан і Неаполь, були розгромлені, а сама Венеція зазнала раптового скорочення. Заслугою Франческо було завдяки численним політико-дипломатичним діям можливість утримати свою невелику, але стратегічно важливу державу.
Почав військову кар'єру кондотьєра, був капітаном на службі Міланського герцога у 1483, 1485 та 1486 роках.

### Перша італійська війна (1494-1495)

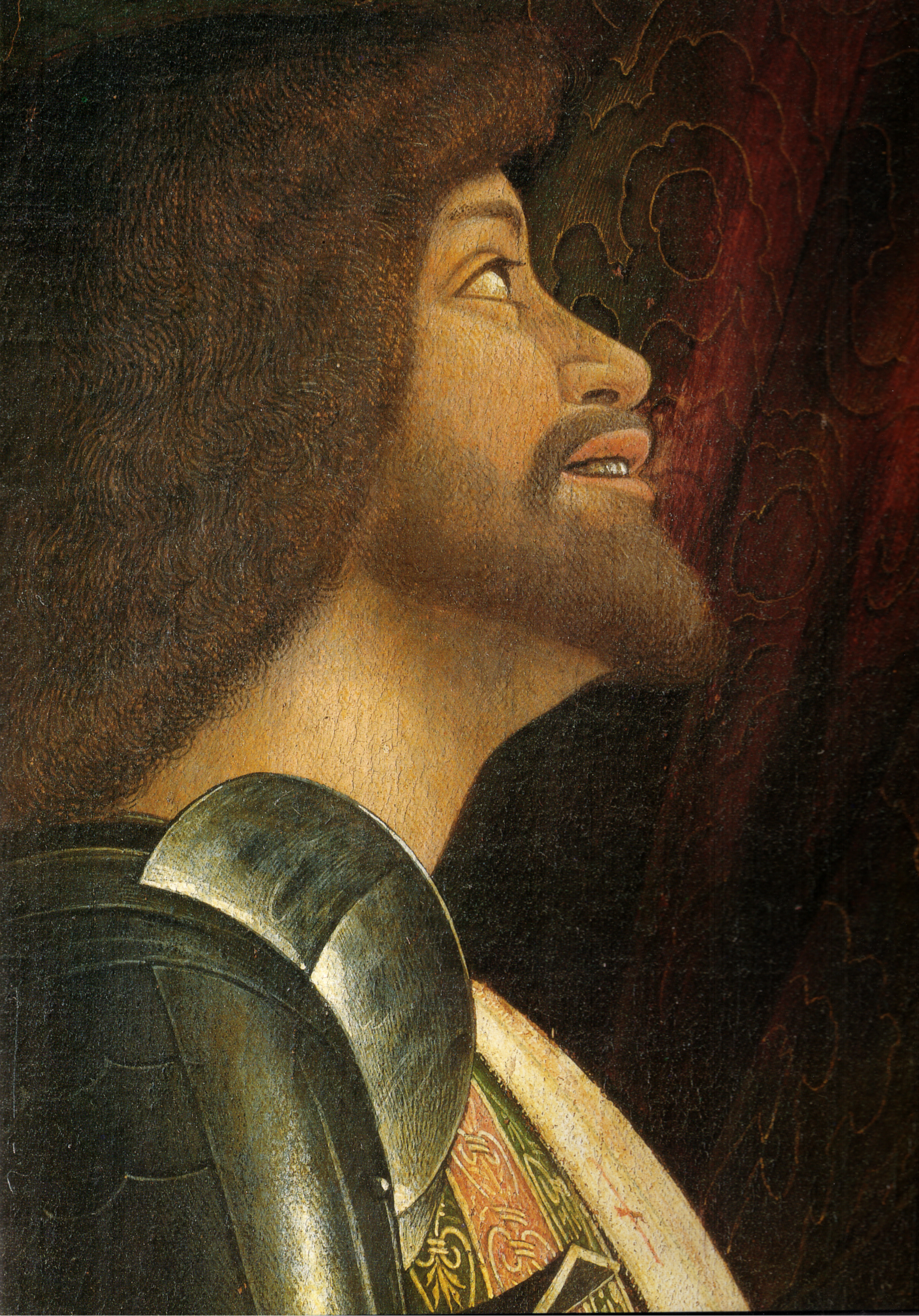
Франческо на картині Андреа Мантенья "Мадонна делла Вітторія", його пожертві для каплиці Санта-Марія делла Вітторія в Мантуї на честь битви при Форново

З 1489 по 1498 рік Франческо був головнокомандувачем військ Венеційської республіки, зокрема під час першої Першої італійської війни (1494—1495) з французами. Він був також головнокомандувачем армії усієї Венеційської ліги в Битві біля Форново, хоча й за порад свого більш досвідченого дядька Рудольфо Гонзаги. Франческо втримав поле битви за собою, і хоча він не зміг зупинити Карла VIII і його армію від організованого повернення до Франції, Форново було оголошено його перемогою. Франческо описували як «низького зросту, з вирячиними очима, з кирпатим носом і надзвичайно хоробрим, він вважався найкращим лицарем в Італії».
В 1498 році Франческо покинув свій пост командувача венеційською армією.

### Друга італійська війна (1499-1504)
Під час наступної Італійської війни (1499—1504), в 1499 році вступив на службу до нового французького короля Людовика XII. В 1502 році засвідчив особисто свою повагу Людовику XII, який тоді перебував в захопленому французами Мілані. Він був з Людовиком 29 квітня, коли французи захопили Геную.
В серпні 1503 року став лейтенантом-генералом на службі французів у Неаполітанському королівстві.
Після закінчення віни,  в 1506 році став генерал-лейтенантом військ Папської держави.

### Третя італійська війна (1508–1516)
8 грудня 1508 року Священною Римською імперією, Іспанією та Францією в союзі зі папою Юлієм II була утворена Камбрейської ліги, спрямована на боротьбу з Венецією, яка розпочала Третю італійську війну або Війну Камбрейської ліги з колишнім роботодавцем Франческо.
Як очільник військ Папської держави, Франческо взяв на себе ініціативу після перемоги французів 15 квітня 1509 року під Аньяделло, і розпочав захоплювати землі Венеції. Венеціанський сенат, щоб переманити його на свою сторону запропонував йому винагороду у 80 000 дукатів, титул головнокомандувача та повну владу над іншими кондотьєрами. Франческо відмовився від цих пропозицій 10 травня 1509 року він вступив у важку битву (битва при Казалольдо) поблизу Казалольдо проти Венеційської республіки за контроль над прикордонним поселенням, але зазнав поразки. 8 серпня того ж року, коли він намагався з загоном французьких пікінерів завоювати Леньяго, в районі Верони, він був схоплений на острові Ізола делла Скала чотирма веронськими селянами, коли він, схований у фермерському будинку, намагався втекти через вікно босоніж і в сорочці, після чого був доставлений до в'язниці Венеції. Цей епізод назавжди позначився на його військовій кар’єрі. Венеційці тримали його як заручника протягом кількох місяців, протягом яких він зазнав кількох принижень, що зробило його назавжди ворогом міста-лагуни, хоча вони пізніше повернулися, щоб попросити його командувати своєю армією.
Під час відсутності Франческо, Мантуєю керувала його дружина Ізабелла д'Есте, з якою він одружився 12 лютого 1490 року. Під час їх правління Мантуя зазнала період великого культурного розквіту, коли в місті творили такі митці, як Андреа Мантенья та Якопо Бонакольсі. Франческо наказав побудувати Палац Святого Себастьяна, куди пізніше помістили «Тріумф Цезаря» Мантенья. Палац резиденцією Франческо, коли він перебував у Мантуї. Його дружина Ізабелла д'Есте залишилася в Кастелло ді Сан-Джорджо, де у неї був власні апартаменти. Завершивши оздоблення своїх апартаментів у палаці, Франческо запитав у дружини її думку і Ізабелла схвалила їх, хоча й зазначила, що вони були майже такими ж хорошими, як і її власні.
В лютому 1510 року папа Юлію II фактично перейшов сторону Венеції і 14 липня 1510 венеційці звільнили Франческо після майже року ув’язнення, зокрема завдяки дипломатичному втручанню його дружини, його послів Людовіко Броньоло,  Фра' Ансельмо да Болоньї. Проте Франческо довелося в заручниках у Венеції свого маленького сина Федеріко як заставу вірності, який таким чином залишився при папському дворі.
Франческо повернувся, щоб укласти союзи з державами, які гарантували виживання його маркізата. Він був призначений  гонфалоньєром військ Папської держави і водночас генерал-капітаном венеційських військ для боротьби проти короля Людовика XII, хоча залишався неактивним і продовжував перебувати в Мантуї.

## Останні роки
У 1518 році король Франції номінував його кавалером ордена Святого Михайла. В останні роки його життя його військова діяльність стала менш частою, також як наслідок частих криз, які викликав у нього сифіліс. З іншого боку, він продовжував свою інтенсивну дипломатичну діяльність, спрямовану на порятунок своєї держави, постійно опинившись між великими державами, які воювали одна з одною на італійській землі на початку XVI століття.
29 березня 1519 року Франческо, який страждав на сифіліс, помер. Його наступником став його син Федеріко, а Ізабелла виконувала обов'язки регента. Інший син, Ферранте Гонзага, став засновником гілки графів Гуастальських.

## Любовні походження
Франческо був настільки відомий своєю пристрастю до жінок, що під час облоги Новари в 1495 році його невістка Беатріс д'Есте, бажаючи запропонувала особисто забезпечити йому «femmina di partito», з якою він міг би відсвяткувати перемогу, під приводом захисту його, його дружини та сестри Ізабелли від нападів.
Франциск також активно практикував содомію, згідно з давньогрецьким звичаєм, дуже поширеним майже скрізь у той час, як він сам з гордістю стверджує у своєму отруйному листі звинувачень до Галеаццо Сансеверіно, датованому 1503 роком: «Мене славлять і виховують благородство походження та добра мораль; ви за людські та задні ласки (і я зазвичай влаштовую вечірку біля дверей інших, а не своїх!)».
Кажуть, що 1503 року у нього були платонічні стосунки з Лукрецією Борджіа, невісткою його дружини, що підтверджено щільним листуванням між ними, за співучастю поета при дворі Есте Ерколе Строцці, який врешті був таємничим чином вбитий.
Відомо, що він оточував себе розбійниками та меццані, які мали завдання здобувати йому дівчат і молодих ефебів. Одним із них був, зокрема, Ludovico Camposampiero, який через це наштовхнувся на ненависть маркізи.

## Родина

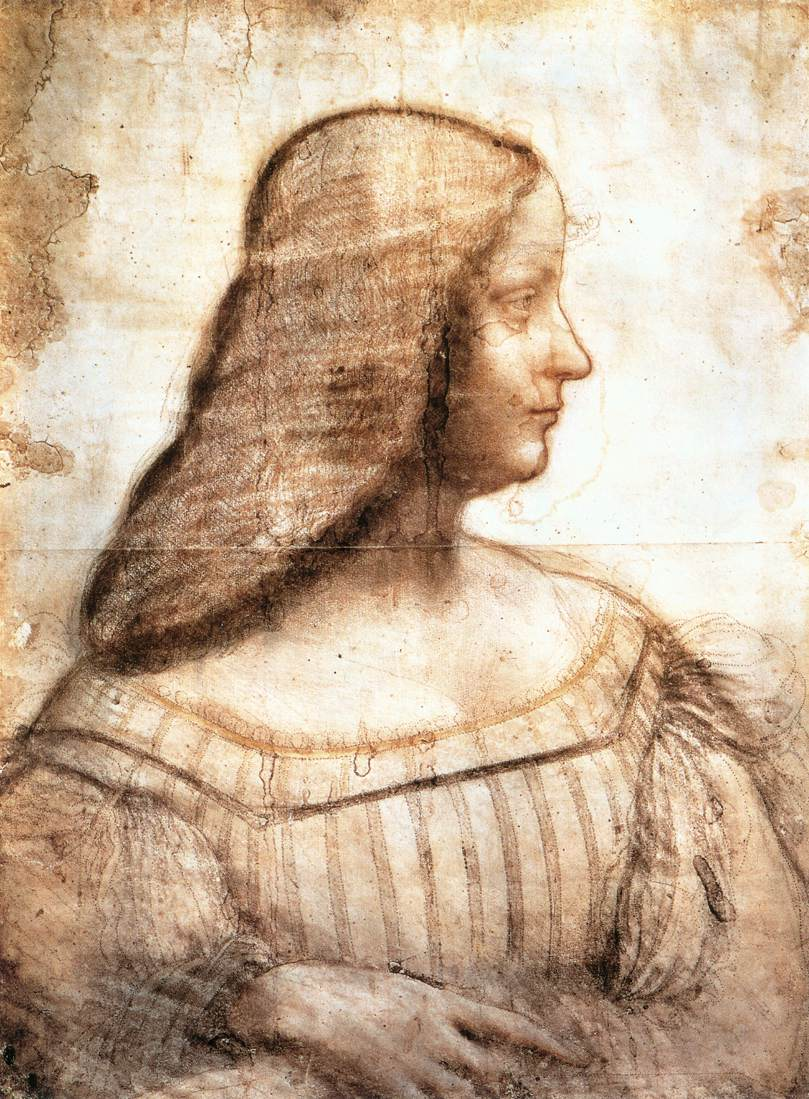
Ізабелла д'Есте на малюнку Леонардо да Вінчі

Дружина — Ізабелла д'Есте (1474—1539), дочка Ерколе I д'Есте, герцога Феррари і Леонори Неаполітанської[en], поціновувачка мистецтва і покровителька знаменитих художників, одна з найвідоміших жінок італійського Ренесансу, прозвана «примадонною Відродження» (італ. la Primadonna del Rinascimento).
Діти:
- Елеонора Гонзага (1493—1570) — дружина Антоніо ді Монтальто, потім Франческо Марію I делла Ровере, герцога Урбінського[22]
- Маргарита (1496).
- Федеріко II (1500—1540)[13] — герцог Мантуї, спочатку був заручений з Марією Палеолог, але пізніше одружився з її сестрою Маргаритою Палеолог[22]
- Лівія (1501—1508).
- Іпполіта Гонзага (1503—1570) — стала черницею в домініканському монастирі св. Вінченцо.
- Ерколе Гонзага (1505—1563) — єпископ Мантуї з 1521, кардинал з 1527, регент при своєму племіннику з 1540.[23]
- Ферранте Гонзага (1507—1557)[23] — одружений на Ізабеллі ді Капуа.
- Лівія (1508—1569) — пізніше відома як сестра Паола